# جوديث بيبودي
جوديث بيبودي (بالإنجليزية: Judith Peabody)‏ هي نجمة اجتماعية أمريكية، ولدت في 6 مايو 1930، وتوفيت في 25 يوليو 2010 بسبب سكتة.